# Xã Silver Lake, Quận Wells, Bắc Dakota
Xã Silver Lake (tiếng Anh: Silver Lake Township) là một xã thuộc quận Wells, tiểu bang Bắc Dakota, Hoa Kỳ. Năm 2010, dân số của xã này là 21 người.